# Yasuo Kuniyoshi

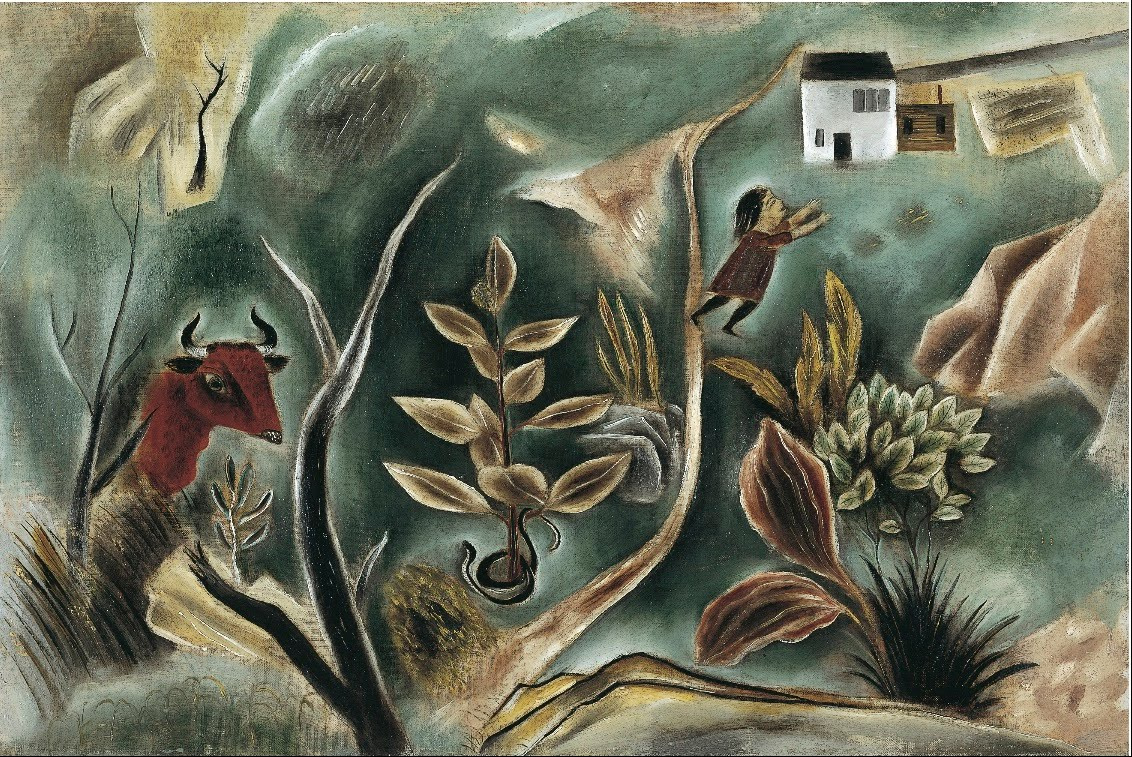
Rêve (1922), Bridgestone Museum of Art, Tokyo.

Yasuo Kuniyoshi (国吉 康雄, Kuniyoshi Yasuo) est un peintre et graveur japonais né le 1er septembre 1893 à Okayama et mort le 14 mai 1953 à New York. C'est un peintre de compositions animées, figures, nus, paysages, natures mortes. Il est aussi photographe et dessinateur.

## Biographie
En 1906 il s'installe à Seattle où il se livre à divers travaux hétéroclites, avant de s'intéresser à l'art. C'est à Los Angeles qu'il commence ses études artistiques, pour les poursuivre à partir de 1916 à l'Art Students League of New York avec le peintre réaliste, Kenneth Hayes Miller et aux côtés de Kutagawa Tamiji. De 1925 à 1928, il fait deux voyages en Europe où il est très impressionné par ce qu'il voit de Soutine, d'Utrillo et surtout de Jules Pascin. Il participe à des expositions collectives, notamment au musée d'art moderne de New York, et en 1952 à la Biennale de Venise. Il montre ses œuvres dans des expositions personnelles à New York depuis 1922 et au Japon, au musée national d'art moderne de Tokyo en 1931 et 1932.

## Style et technique
Ses premières œuvres, des années 1920, combinent paysages et personnages, particulièrement des enfants, avec des fleurs, dans un style original onirique et humoristique. Ses dessins sont des compositions plus libres, idiomes fantastiques lointainement reliés à des concepts esthétiques orientaux. Comme Pascin, il se concentre sur la femme et les natures mortes, se délectant de la « physicalité » du corps et de l'objet, qu'il rassemble souvent de façon incongrue. Dans les années 1940, les connotations érotiques dominent sa production, où il associe volontiers un réalisme d'atelier à un riche monde imaginaire. Pendant la guerre, les représentations désolées de ruines, dans les gris et les terres, dominent son œuvre, tandis qu'après 1948, il affectionne les thèmes de fête, plus hautes en couleur, sortes de grandes fresques teintées d'ironie.

## Musées
- Amsterdam (Stedelijk Mus.) :
  - Sans titre.
- Buffalo (Albright Knox Art Ga.) :
  - Sans titre.
- Chicago (Institut d'art) :
  - Sans titre.
- New York (musée d'art moderne) :
  - Sans titre.
- New York (Whitney Museum of American Art) :
  - Je suis fatiguée, datée 1938.
  - Femme du désert, datée 1943.
- Tel Aviv (Mus. Of Art) :
  - Sans titre.
- Tokyo (musée d'art moderne) :
  - Sans titre).